# Północna Prowincja Graniczna
Północna Prowincja Graniczna (arab. الحدود الشمالية Al-Hudud asz-Szamalija) – jest jedną z 13 prowincji Arabii Saudyjskiej. Znajduje się na północy kraju, graniczy z Irakiem i Jordanią. 